# Régiments de partisans soviétiques (1941-1944)
Pour un article plus général, voir Partisans soviétiques.
Les régiments de partisans soviétiques (1941—1944) (biélorusse : партызанскі полк), étaient la forme organisationnelle des unités de partisans soviétiques. Dans le territoire de la BSSR cette organisation ne fut utilisée que rarement.
La composition en nombre et armes et de la chaine de commandement du régiment de partisans était, à la base, la même que celle d'une brigade de partisans, avec une structure de régiment comprenant bataillons, compagnies, pelotons et sections. Le régiment maintenait un état-major, un ou deux pelotons de diversion, des unités logistiques. L'artillerie et les mitrailleuses lourdes pouvaient être réunies en une compagnie de quatre pelotons de feu. Certains régiments maintenaient des hôpitaux, des terrains d'aviation ou des zones de largage aérien.

## Sources
- (en) Cet article est partiellement ou en totalité issu de l’article de Wikipédia en anglais intitulé « Soviet partisan regiment 1941–1944 » (voir la liste des auteurs).
- А.Л. Манаенкаў. Партызанскі атрад у Вялікую Айчынную вайну // Беларуская энцыклапедыя: У 18 т. Т. 12. — Мінск: БелЭн, 2001. — 560 с. p. 124.  (ISBN 985-11-0198-2) (т.12). The source references: Беларусь у Вялікай Айчыннай вайне 1941—1945: Энцыкл. Мн., 1990. С. 456—474. Партизанские формирования Белоруссии в годы Великой Отечественной войны (июль 1941—июль 1944). — Мн., 1983.
- General of Army Prof. Kozlov M.M. (ed.), Great Patriotic War 1941-1945 encyclopaedia (Velikaya Ottechestvennaya Voina 1941-1945 entsiklopedia), Moscow, Soviet Encyclopaedia (Pub.), 1985